# Кононенко Костянтин Семенович
Кононенко Костянтин Семенович (12.06.1889–28.08.1964) — політичний і громадський діяч, учений-економіст. Народився в м. Рильськ (нині місто Курської області, РФ). Закінчив агрономічне відділення природничого факультету Харківського університету (1916). 1917 — член Української Центральної Ради, Київської міської думи. Член Російської соціал-демократичної робітничої партії (1905–18).
Організатор Всеукраїнської спілки с.-г. кооперативного товариства «Сільський господар» (див. «Сільський господар»), засновник Всеукраїнського агрономічного товариства (1921–25), член правління Українського сільськогосподарського банку (1927–30). Засуджений до 8 років позбавлення волі за звинуваченням у «Контрреволюційної шкідницької організації в сільському господарстві України» справі 1930, амністований 1935.
Під час гітлерівської окупації в роки Великої вітчизняної війни Радянського Союзу 1941—1945 очолював дослідний інститут с.-г. механізації при Головному управлінні МТС у Києві (1943). Виїхав до Німеччини, займався політичною та науковою роботою. 1949–51 очолював редакцію тижневика «Український самостійник», друкував статті та книги під псевдо Н.Олежко. 1951 переїхав до США. Співробітник видавничо-дослідницької асоціації «Пролог», автор ґрунтовних монографій.
Помер у м. Бунтон (штат Нью-Йорк, США).